# Adolf Eisner
Adolf Eisner (1. října 1857 ? – 25. května 1911 Plzeň) byl český podnikatel židovského původu povýšený do šlechtického stavu, císařský rada, plzeňský měšťan, který se věnoval především obchodu se železem a kovovým zbožím.

## Život
Roku 1905 založili spolu s Leopoldem Levitem, plzeňským podnikatelem rovněž židovského původu, v Lobzích na předměstí Plzně u břehů Úslavy nedaleko hlavního nádraží továrnu na výrobu železných drátů, šroubů a nýtů Eisner & Levit (pozdější ulice Revoluční a Pod Švabinami). Její výstavbu provedla firma bratří Pašků. Firma před první světovou válkou zaměstnávala na sto dělníků.
Eisner za své hospodářské zásluhy obdržel od rakouského císaře Františka Josefa I. titul císařského rady a Řád Františka Josefa V. stupně, a s ním související titul rytíř. Se svou manželkou Charlottou, rozenou Blochovou, byli aktivními členy plzeňské židovské obce.

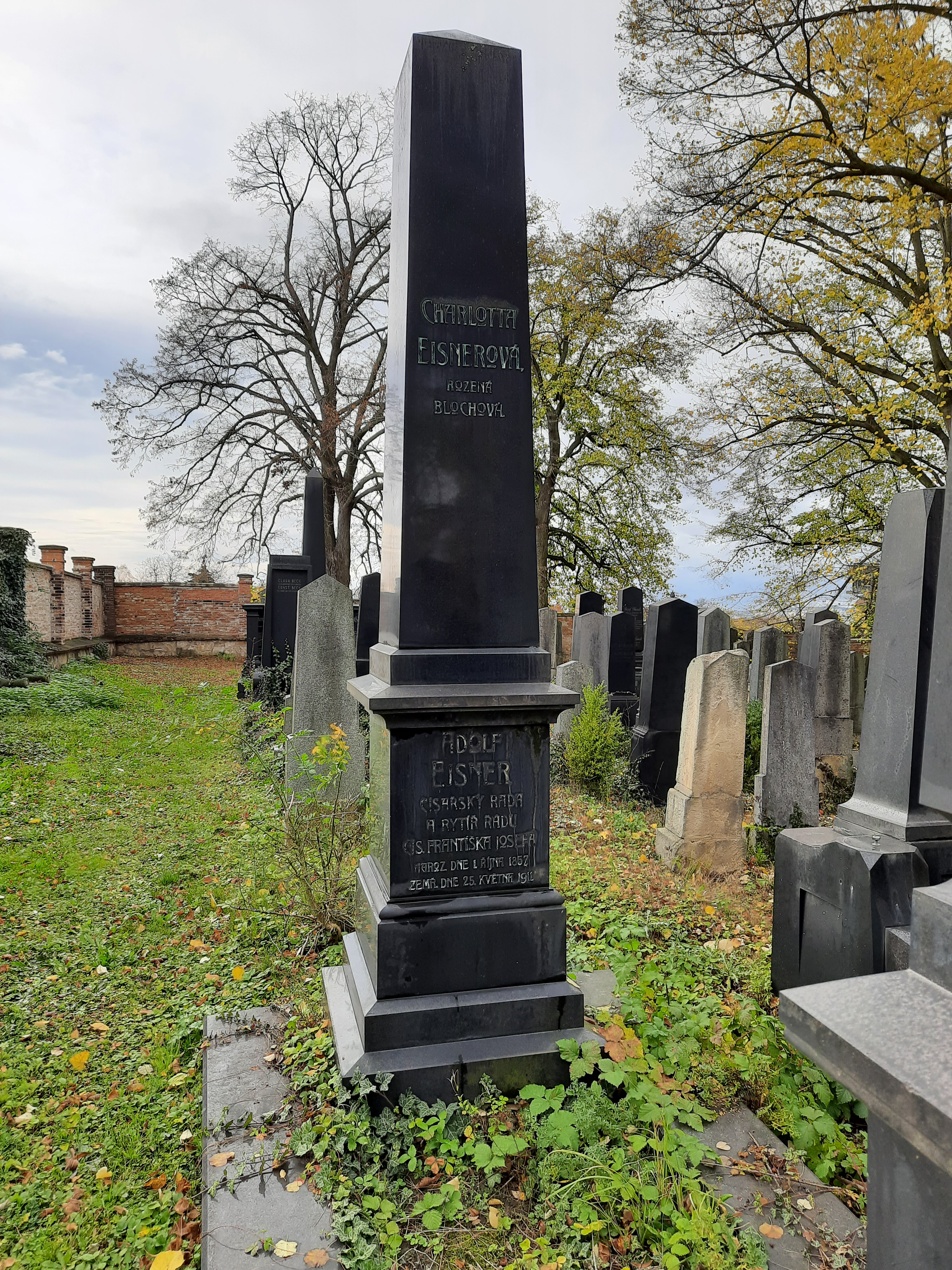
Hrobka Adolfa a Charlotty Eisnerových na Novém židovském hřbitově v Plzni

### Dobročinnost
Nekrology v tisku upozorňovaly na Eisnerovu rozsáhlou společenskou činnost a zejména na jeho dobročinnost. V poslední vůli si vymínil, aby místo částky určené na věnce k jeho pohřbu byly věnovány na dobročinné účely. Dále odkázal částky 1 000 až 3  K (rakouských korun) více než dvaceti českým a židovským spolkům, další částky pak stipendia a další účely. Český tisk též zdůrazňoval jeho podporu národním záležitostem.

### Úmrtí
Adolf Eisner zemřel 25. května 1911 v Plzni, ve věku 53 let. Byl pochován v hrobce na Novém židovském hřbitově v Plzni, spolu se svou manželkou.

## Po smrti
Po smrti Adolfa Eisnera pokračoval Leopold Levit ve vedení firmy.